# Nedo Nadi
Nedo Nadi (Livorno, 1894. június 9. – Portofino, 1940. január 29.) hatszoros olimpiai bajnok olasz vívó, Aldo Nadi háromszoros olimpiai bajnok vívó bátyja.

## Sportpályafutása
Mindhárom fegyvernemben versenyzett.